# 棚田遼
棚田 遼 (たなだ りょう、2003年6月19日 - ) は、広島県広島市出身のサッカー選手。J3リーグ・ガイナーレ鳥取所属。ポジションは、フォワード。

## 来歴
サンフレッチェ広島F.Cの下部組織出身で、2021年4月にトップチームに2種登録されると、5月5日のルヴァンカップ第5節横浜F・マリノス戦にて初先発・初出場を果たす。
2022年シーズンよりトップチームに昇格する。
シーガル広島FCに所属、背番号10番としてサンフレッチェFCジュニアとの対戦経験もある。また、シーガル広島、ジュニアユース、ユースという経歴は、先輩である野津田岳人と全く同じ道である。
2024年、いわきFCに育成型期限付き移籍。
2025年、ガイナーレ鳥取に育成型期限付き移籍

## 人物
- 青山学院大学で元サンフレッチェ広島ユースの棚田颯は実兄。日立～柏レイソルの中心選手だった棚田伸は伯父[8]。

## 所属クラブ
- シーガル広島（広島市立東野小学校）
- サンフレッチェ広島ジュニアユース（広島市立東原中学校）
- サンフレッチェ広島ユース（広島県立吉田高等学校）
  - 2021年  サンフレッチェ広島（2種登録）
- 2022年 -  サンフレッチェ広島
  - 2024年  いわきFC（期限付き移籍）
  - 2025年 -  ガイナーレ鳥取（期限付き移籍）

## 個人成績
| 国内大会個人成績 | 国内大会個人成績 | 国内大会個人成績 | 国内大会個人成績 | 国内大会個人成績             | 国内大会個人成績 | 国内大会個人成績 | 国内大会個人成績 | 国内大会個人成績 | 国内大会個人成績 | 国内大会個人成績 | 国内大会個人成績 |
| 年度             | クラブ           | 背番号           | リーグ           | リーグ戦                     | リーグ戦         | リーグ杯         | リーグ杯         | オープン杯       | オープン杯       | 期間通算         | 期間通算         |
| 年度             | クラブ           | 背番号           | リーグ           | 出場                         | 得点             | 出場             | 得点             | 出場             | 得点             | 出場             | 得点             |
| 日本             | 日本             | 日本             | 日本             | リーグ戦                     | リーグ戦         | リーグ杯         | リーグ杯         | 天皇杯           | 天皇杯           | 期間通算         | 期間通算         |
| ---------------- | ---------------- | ---------------- | ---------------- | ---------------------------- | ---------------- | ---------------- | ---------------- | ---------------- | ---------------- | ---------------- | ---------------- |
| 2021             | 広島             | 46               | J1               | 0                            | 0                | 2                | 0                | 0                | 0                | 2                | 0                |
| 2022             | 広島             | 28               | J1               | 4                            | 0                | 1                | 0                | 0                | 0                | 5                | 0                |
| 2023             | 広島             | 28               | J1               | 1                            | 0                | 2                | 0                | 0                | 0                | 3                | 0                |
| 2024             | いわき           | 28               | J2               | 10                           | 0                | 0                | 0                | 1                | 0                | 11               | 0                |
| 2025             | 鳥取             | 9                | J3               |                              |                  |                  |                  |                  |                  |                  |                  |
| 通算             | 日本             | 日本             | J1               | 5                            | 0                | 5                | 0                | 0                | 0                | 10               | 0                |
| 通算             | 日本             | 日本             | J2               | 10                           | 0                | 0                | 0                | 1                | 0                | 11               | 0                |
| 通算             | 日本             | 日本             | J3               | \|\|\|\|\|\|\|\|\|\|\|\|\|\| |                  |                  |                  |                  |                  |                  |                  |
| 総通算           | 総通算           | 総通算           | 総通算           | 15                           | 0                | 5                | 0                | 1                | 0                | 21               | 0                |

- 2021年は2種登録選手

出場歴
- 公式戦初出場 - 2021年5月5日 ルヴァンカップ・グループステージ第5節 vs横浜F・マリノス（エディオンスタジアム）
- Jリーグ初出場 - 2022年7月2日 J1第19節 ジュビロ磐田戦 (エディオンスタジアム広島)
- Jリーグ初得点 - 2025年7月19日 J3第21節 アスルクラロ沼津戦 (Axisバードスタジアム)

## 代表歴
- U-16日本代表